# Маріє Края
Маріє Края (алб. Marie Kraja; 24 вересня 1911, Задар — 21 листопада 1999, Тирана) — албанська оперна співачка.

## Біографія
Народилася в 1911 році в Задарі в Королівстві Далмація, яке пізніше увійшло до складу Австро-Угорщини в католицькій родині, яка проживала в невеликому албанському районі в межах міста. Була родичкою Матері Терези. У віці шести років разом із родиною переїхала на етнічну батьківщину в Албанію в місто Шкодер. В Албанії в процесі дорослішання познайомилася з національними традиціями та албанської культурою.
У 1930 році стала займатися співом. Музичну освіту отримала в Граці, Австрія у філії Віденського університету музики та виконавського мистецтва, закінчила освіту в 1934 році. Після навчання займалася викладанням в середній школі в Шкодері, потім в Педагогічному інституті в Тирані. У Тирані стала виступати в якості співачки з піаністом Тоніно Гуразіу. Края представляла Албанію на «Вечорі Націй» у Відні.
Спів Маріє був своєрідним, що зумовлювалося невеликим німецьким діалектом албанської, що давало точність формулювання текстів, які вона співала. У репертуарі співачки були традиційні міські албанські пісні, які зазвучали по-новому у виконанні професійної співачки. Гастролювала разом з албанською піаністкою Лолою Гьока, разом вони записали понад 300 пісень. Не дивлячись на невисоку якість запису того часу, фонограми затребувані до теперішнього часу.
У 1937 році Маріє дала концерт у Барі, Італія, а в наступному році вона виступила в Мюнхені, Німеччина. В 1938 році вона разом з Лолою Гьока і Тефтой Ташко-Коко організували серію благодійних концертів з метою збору коштів на навчання в Мілані угорського музиканта Кріста Коко. У 1939 році дала концерт у Флоренції.
Після закінчення Другої світової війни Края викладала у музичній академії Йорданії Міша, паралельно продовжуючи виступати на оперній сцені. А в 1959 році стала солісткою першої албанської опери Mrika, композитора Пренке Якова і лібретиста Ллазара Силіки.
Серед найбільш відомих виступів співачки можна виділити її виконання в операх Іоланта композитора Петра Чайковського і Продана наречена композитора Бедржиха Сметани поставлених у Національному театрі опери та балету Албанії.
Померла в Тирані в 1999 році. Удостоєна найвищого визнання для діячів мистецтв Албанії — звання Народного артиста Албанії.